# 宮内里江子
宮内 里江子（みやうち りえこ）は、テレビ埼玉編成局次長、元ニュースキャスター。

## 概要
1996年に法政大学法学部を卒業後、テレビ埼玉に入社。以後、報道制作局報道部で記者、報道制作局報道部次長、報道制作局報道部長（2012年7月）、東京支社営業部長（2014年1月）を歴任。
2020年5月31日をもって報道制作局次長を退き、同年6月1日より現職の編成局次長に異動となる。

## 過去の担当番組
- ウィークエンド930（2003年5月2日 - 2013年12月）
- ニュース930 年末特番
- 報道特別番組（選挙関連）